# Georgechaoïta
La georgechaoïta és un mineral de la classe dels silicats. Rep el nom en honor de George Yanji Chao (n. 1930), professor de mineralogia (1963-1995), a la Universitat de Carleton, a Ottawa, en reconeixement del seu treball sobre els silicats de zirconi. Chao va ser el principal investigador de la mineralogia del Mont Saint-Hilaire durant molts anys, descrivint o participant en la descripció de més de 30 espècies noves d'aquesta localitat.

## Característiques
La georgechaoïta és un silicat de fórmula química KNaZrSi₃O₉(H₂O)₂. Cristal·litza en el sistema ortoròmbic. La seva duresa a l'escala de Mohs és 5.
Segons la classificació de Nickel-Strunz, la georgechaoïta pertany a «09.DM - Inosilicats amb 6 cadenes senzilles periòdiques» juntament amb els següents minerals: stokesita, calciohilairita, hilairita, komkovita, sazykinaïta-(Y), pyatenkoïta-(Y), gaidonnayita, chkalovita, vlasovita, revdita, scheuchzerita i terskita.
L'exemplar que va servir per a determinar l'espècie, el que es coneix com a material tipus, es troba conservat al Museu Nacional d'Història Natural, l'Smithsonian, situat a Washington DC (Estats Units), amb el número de registre: nmnh #161902.

## Formació i jaciments
Va ser descoberta al mont Wind, situat a la serralada de Cornudas, al comtat d'Otero (Nou Mèxic, Estats Units). També ha estat descrita a l'estat brasiler de Minas Gerais i en diversos indrets de l'óblast de Múrmansk (Rússia).